# Richard Golz
Richard Golz (Berlino Ovest, 5 giugno 1968) è un allenatore di calcio ed ex calciatore tedesco, di ruolo portiere.

## Palmarès

### Giocatore

#### Competizioni nazionali
- Campionato tedesco di seconda divisione: 1

Friburgo: 2002-2003